# Lori Maddox
Lori Maddox (* 1958) známá také jako Lori Ligtning nebo Lori Mattix, byla jedna z groupies, patřící k hollywoodskému rock-glam období v 70. letech. Lori byla nejlepší přítelkyně nekorunované královny Los Angeles Sable Starr. Často se objevovala v Rainbow Bar & Grill, Rodney Bingenheimer's English Disco, The Continental Hyatt House a The Whisky A Go Go.

## Kariéra
Lori byla často zmiňována v magazínu Star. Nafotila také fotky pro neurčitý módní magazín. Také se objevila v DVD skupiny New York Dolls s názvem „All dolled up“.

## Groupies aktivity
Známo je, Lori byla groupie Davidu Bowiemu, Angie Bowie. Nejvíce se ale proslavila vztahem s kytaristou skupiny Led Zeppelin, Jimmym Pagem.

## Lori Maddox a Jimmy Page
Jimmy se o Lori dozvěděl díky svému manažerovi, který mu ukázal její fotku. Jimmy Page našel v Lori na první pohled zalíbení. Několikrát se pokusil s ní dát dohromady ale Lori ho odmítala. Nakonec si Jimmy nechal Lori přivést k sobě do pokoje a od té chvíle propadli ve vzájemnou lásku. Jejich vztah trval zhruba dva roky a skončil v roce 1975 (v jejích 17 letech) když se Jimmy Page začal scházet s Bebe Buell.